# الدعارة في المملكة المتحدة

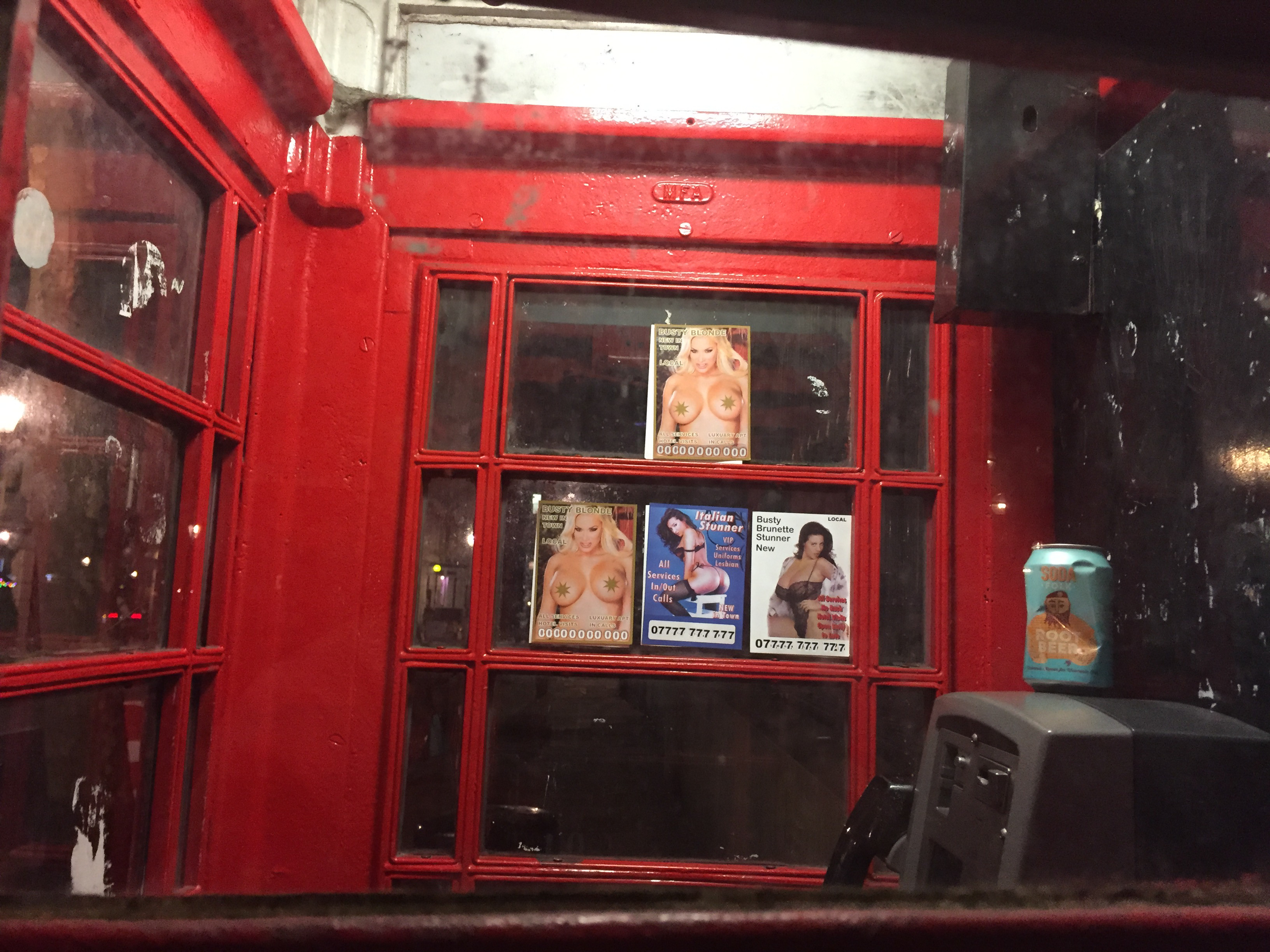
إعلانات عن عاهرات في كشك هاتف كلاسيكي أمام المتحف البريطاني. يناير 2017

في بريطانيا العظمى (إنجلترا وويلز واسكتلندا)، يعتبر فعل ممارسة الجنس كجزء من تبادل الخدمات الجنسية المختلفة مقابل المال أمرًا قانونيًا، ولكن هناك عدد من الأنشطة ذات الصلة التي تعد غير قانونية، بما في ذلك الإغراء في مكان عام والإغواء والقيادة البطيئة للسيارات في الشوارع المشهورة بانتشار المومسات إضافة إلى امتلاك أو إدارة بيت دعارة والقوادة أو تشغيل البغايا. في أيرلندا الشمالية، التي كان فيها قوانين مماثلة، أصبح الدفع مقابل ممارسة الجنس أمرًا غير قانوني اعتبارًا من 1 يونيو 2015. 
يوجد في المملكة المتحدة قوانين لتنظيم العمل بالجنس، إلا أنها لا تطبق بصرامة، وظهرت بعض التقارير، في مارس 2016 تفيد بأن قوات الشرطة في المملكة المتحدة تغض الطرف عن بيوت الدعارة. منذ ذلك الحين، ظهرت تقارير حول حملات لقمع بيوت دعارة تعمل تحت مسمى «صالونات تدليك» في مدن عدة كمانشتسر ولندن وكارديف.
في المملكة المتحدة، وعلى الرغم من أن سن القبول هو 16 عامًا، فمن غير القانوني شراء الجنس من فرد يقل عمره عن 18 عامًا ما لم يعتقد المشتري بشكل معقول أنه يبلغ من العمر 18 عامًا أو أكثر. في إنجلترا وويلز، يعد دفع المال مقابل الجنس مع عاملة بالجنس «بالقوة» جريمة، وتشكل مسؤولية صارمة، إذ يمكن مقاضاة زبون عاملة بالجنس بهذه التهمة حتى في حال لم يكن استخدام القوة مقصودًا وحتى إن لم يكن على دراية باستخدامه للقوة.

## نطاق
العدد الإجمالي للبغايا في المملكة المتحدة غير معروف على وجه التحديد ويصعب تحديده. في عام 2009، قدرت السلطات والمنظمات غير الحكومية أن عدد المتورطين بالدعارة في البلاد مئة ألف شخص. أشارت الأبحاث المنشورة في عام 2015 إلى وجود ما يقارب 72800 عامل بالجنس في المملكة المتحدة؛ 88% منهم من النساء، و6% من الرجال و4% من المتحولين جنسيًا. وفقًا لدراسة أجرتها الشبكة الأوروبية للوقاية من فايروس نقص المناعة البشرية والأمراض المنقولة بالاتصال الجنسي وتعزيز الصحة في صفوف العاملين في مجال الجنس المهاجرين (TAMPEP) في عام 2009، فإن نسبة البغايا الأجانب في المملكة المتحدة تقارب 41%، ترتفع هذه النسبة في لندن لتصل إلى 80%. كان العدد الإجمالي للمومسات المهاجرات أقل بكثير مما هو عليه في البلدان الغربية الأخرى (مثل إسبانيا وإيطاليا حيث تصل نسبة المومسات المهاجرات إلى 90%). جاءت المومسات المهاجرات للمملكة المتحدة من دول أوروبا الوسطى (بما في ذلك بولندا والمجر وسلوفاكيا وجمهورية التشيك) بنسبة 43%، ودول البلطيق بنسبة 10% وأوروبا الشرقية (بما في ذلك رومانيا وبلغاريا) بنسبة 7%، ومن دول البلقان بنسبة 4% ودول الاتحاد الأوروبي الأخرى بنسبة 16%، وأمريكا اللاتينية بنسبة 10%، وآسيا بنسبة 7%، وأفريقيا بنسبة 2%، وأمريكا الشمالية بنسبة 1%، وبالمجمل، قُدر عدد جنسيات المومسات في المملكة المتحدة ب 35 جنسية. وفقًا لبيانات مكتب الإحصاءات الوطنية، فقد ساهمت الدعارة في عام 2009 بمبلغ 5.3 مليار جنيه استرليني في اقتصاد المملكة المتحدة. في عام 2015، أنشأت هيئة الإيرادات والجمارك «فرقة عمل مخصصة لترفيه البالغين» بهدف تحصيل ضريبة الدخل غير المدفوعة من وكالات تقديم الخدمات الجنسية عبر الإنترنت وغيرها من الوكالات.
لتجارة الجنس في المملكة المتحدة أشكال متنوعة بما في ذلك دعارة الشوارع وبغاء المرافقة وبغاء أماكن العمل. تشمل المباني المستخدمة في الدعارة صالات التدليك وغرف الساونا والشقق الخاصة وممرات سوهو. في عام 2003، زارت الشرطة السرية نادي سبيرمينت رينو للرقص الملاصق للزبون على طريق توتنهام كورت في لندن، وادعت بأنه كان واجهة لممارسة الدعارة. في عام 2008، كشفت دراسة أعدها مشروع بوبي بروجيكتس (Poppy Projects) عن وجود بيوت دعارة في جميع مناطق السلطة المحلية في لندن والبالغ عددها 33. احتلت منطقة وستمنستر المرتبة الأولى بين مناطق السلطات المحلية في لندن من حيث عدد بيوت الدعارة، إذ وصل العدد فيها إلى 71 مقابل 8 بيوت فقط في حي ساوثوورك. لإكمال هذه الدراسة، تظاهر الباحثون القائمون عليها بأنهم عملاء محتملون لبيوت الدعارة، وتواصلوا مع 921 بيت وُضع إعلانه في الصحف المحلية. قدر الباحثون عوائد بيوت الدعارة سنويًا بين 50 مليون و130 مليون جنيه استرليني. تعمل العديد من بيوت الدعارة تحت عباءة أعمال تجارية مشروعة ومرخصة بما في ذلك الساونا وصالات التدليك. مع ذلك، كانت غالبية بيوت الدعارة عبارة عن شقق خاصة داخل مناطق سكنية. خلص البحث إلى وجود 77 جنسية مختلفة بين العاملين بالبغاء. وُصفت الدراسة بأنها «أشمل دراسة أجريت على بيوت الدعارة في المملكة المتحدة على الإطلاق»، إلا أنها تعرضت للانتقادات من حيث المنهجية، ورفضها العاملون بالجنس والأكاديميون على حد سواء. غالبًا ما يكون حجم بيت الدعارة في المملكة المتحدة صغيرًا؛ قالت كاري ميتشل، المتحدثة باسم التجمع الإنجليزي للبغايا عام 2008 أن «معظم بيوت الدعارة تدار من قبل امرأتين أو ثلاث، وفي بعض الأحيان يرافقهن موظف استقبال، أو امرأة واحدة، عادة ما تكون عاملة سابقة في الجنس وتوظف امرأة أو امرأتين أخريات». رُفعت 55 دعوى قضائية بتهمة تشغيل بيوت الدعارة في عامي 2013-2014 و 96 دعوى بنفس التهمة في عامي 2014-2015. في عام 2017، تم الإبلاغ عن تأجير بعض العقارات لفترة قصيرة من الزمن بغية استخدامها كبيوت دعارة «مؤقتة»، كان موقع بعضها منعزلًا.
تشير الدراسات الإقصائية إلى أن عدد الرجال البريطانيين الذين لجأوا إلى البغايا أقل مما هو عليه في البلدان الأخرى. تشير التقديرات إلى أن ما بين 7% من الرجال في المملكة المتحدة (وفق بيانات عام 1991)، و11% منهم (وفق تقديرات 2010-2012) فقط قد لجأوا إلى البغايا مرة واحدة على الأقل، مقارنة ب 15% إلى 20% في الولايات المتحدة و 16% في فرنسا. يؤكد القائمون على هذه الدراسات على صعوبة العثور على بيانات موثوقة نظرًا لعدم وجود أبحاث سابقة، وللاختلافات في حجم العينات، ولاحتمال عدم موثوقية التقدير بسبب المخاوف المتعلقة بالخصوصية عند المشاركين بالاستطلاع.
وجدت دراسة استقصائية أجريت عام 2004 حول العاملين بالجنس في الشوارع أن متوسط سن الدخول في الدعارة كان 21 عام. في مارس 2015 نشرت جامعة ليدز بتمويل من صندوق ويلكم الخيري واحدًا من أكبر استطلاعات الرأي في المملكة المتحدة حول البغايا، وخلص إلى أن 71% من البغايا سبق لهن العمل في مجالات الصحة أو الرعاية الاجتماعية أو التعليم أو رعاية الأطفال أو الجمعيات الخيرية، وأن 38% منهن يحملن درجة جامعية. وجدت دراسة أجرتها جامعة سوانسي في مارس 2015 أن ما يقرب 5% من طلاب المملكة المتحدة قد تورطوا بالعمل بالجنس بطريقة أو بأخرى، بما في ذلك الدعارة. لجأ ثلثاهم للعمل في الجنس لتغطية نفقات المعيشة، بينما لجأ له ما نسبته 45% منهم بهدف سداد الديون. كان حوالي 70% من العاملين بالجنس نشطين في الأماكن المغلقة.